# Huanglin (sockenhuvudort i Kina, Jiangxi Sheng, lat 25,92, long 115,62)
Huanglin är en sockenhuvudort i Kina. Den ligger i provinsen Jiangxi, i den sydöstra delen av landet, omkring 310 kilometer söder om provinshuvudstaden Nanchang. Antalet invånare är 26 757. Befolkningen består av 14 162 kvinnor och 12 595 män. Barn under 15 år utgör 33 %, vuxna 15-64 år 57 %, och äldre över 65 år 8,0 %.
Runt Huanglin är det ganska tätbefolkat, med 155 invånare per kvadratkilometer. Närmaste större samhälle är Zishan, 9,2 km nordväst om Huanglin. I omgivningarna runt Huanglin växer i huvudsak blandskog.
Genomsnittlig årsnederbörd är 1 965 millimeter. Den regnigaste månaden är maj, med i genomsnitt 358 mm nederbörd, och den torraste är oktober, med 19 mm nederbörd.